# Debbi Morgan
Deborah „Debbi” Morgan (ur. 20 września 1956 w Dunn, w Karolinie Północnej) – amerykańska aktorka filmowa i telewizyjna. Znana najbardziej z ról w operach mydlanych.

## Życiorys

### Dzieciństwo
Debbi Morgan urodziła się w Karolinie Północnej. Jej matka, Lora, była nauczycielką, a ojciec, George, był rzeźnikiem. Ma młodszą siostrę, Terry. Rodzina zamieszkała w Nowym Jorku, gdy Debbi miała 3 miesiące. 5 miesięcy później, jej ojciec zmarł na białaczkę.

### Kariera
Pierwszą poważną rolą Morgan, była rola w filmie „Mandingo” z 1975 roku. Sławę przyniosła jej dopiero rola dr Angeli Baxter Hubbard w operze mydlanej ABC, Wszystkie moje dzieci (styczeń 1982-lipiec 1990; styczeń 2008-wrzesień 2011). Rola ta przyniosła jej 3 nagrody Emmy i jedną nominację w 1986 roku. Jako dr Angela pojawiła się również w serialach Loving oraz City.
Po odejściu z serialu stacji ABC, Debbi Morgan zagrała w różnych serialach i filmach. W 4. i 5. sezonie Czarodziejek, zagrała Wyrocznię. W Modzie na sukces wcieliła się w rolę prokurator Jennifer Tartaro. Po powrocie do Wszystkich moich dzieci, Morgan grała tam do 2011 roku, do zakończenia emisji serialu. Po zakończeniu pracy na planie tej opery mydlanej, Debbi dołączyła do obsady Żaru młodości, wcielając się w postać Harmony Hamilton.

## Filmografia

### Filmy
- 1971: Cry Uncle jako 	Olga Winter
- 1974: Amazing Grace jako Morgan State
- 1975: Mandingo jako Dite
- 1976: Taksówkarz jako dziewczyna
- 1976: The Monkey Hu$tle jako Vi
- 1979: Love's Savage Fury jako Opal
- 1981: Thornwell jako Katherine
- 1984: The Jesse Owens Story jako Ruth Owens
- 1987: Guilty of Innocence: The Lenell Geter Story jako Marcia Hickson
- 1992: Perry Mason: The Case of the Fatal Framing jako	Maureen Gilman
- 1997: Magia Batistów jako Mozelle Batiste Delacroix
- 1999: Asunder jako Lauren Hubbs
- 1999: Cała ona jako Rousseau
- 1999: Huragan jako Mae Thelma Carter
- 1999: Spawn 3: Ultimate Battle jako Granny Blake (głos)
- 2000: Miłość i koszykówka jako Nona McCall
- 2000: Przemilczane krzywdy jako Reba Monroe
- 2004: Woman Thou Art Loosed jako Twana
- 2004: Once in a Wife Time jako Irma
- 2005: Back in the Day jako Packer
- 2005: Trener jako Tonya
- 2006: Obcy krewni jako Manoire
- 2006: Kolor Krzyża jako Maryja
- 2010: The Black Man’s Guide to Understanding Black Women jako Faye

### Seriale
- 1976: What's Happening! jako	Diane Harris
- 1976: Good Times jako Ellen/Samantha
- 1979: Statek miłości jako Stephine Jackson
- 1979: Korzenie: Następne pokolenia jako Elizabeth Harvey
- 1979: The White Shadow jako Delores Raye
- 1980: The Incredible Hulk jako Jody
- 1980: Trapper John, M.D jako Denise/Linda
- 1981: Behind the Screen jako Lynette Porter
- 1981: Sanford jako Charlene
- 1982–1990, 2008–2011: Wszystkie moje dzieci jako dr Angela Hubbard
- 1983–1991: ABC Afterschool Specials jako Celia/Jennifer Sanders
- 1990–1991: Pokolenia jako Chantal Marshall
- 1991: A Different World jako Lisa Westin
- 1992: The Cosby Show jako Tracy
- 1992: Herman's Head jako Melodie
- 1992: Roc jako Linda
- 1993–1995: Loving jako dr Angela Hubbard
- 1995–1997: City jako dr Angela Hubbard
- 1997–1998: Port Charles jako dr Mary Burgess
- 1997–1998: Szpital miejski jako dr Mary Burgess
- 1999: Dzień jak dzień
- 2000: City of Angels
- 2000: Boston Public jako Marsha Shinn
- 2000: Życie przede wszystkim jako Chloe Simons/Cora Simons
- 2001: Soul Food jako Lynette Van Adams
- 2001: Powrót do Providence jako Marilyn Chase
- 2001: Kancelaria adwokacka jako Marsha Shinn
- 2002–2003: Czarodziejki jako Wyrocznia
- 2002: For the People jako Lora Gibson
- 2004: Dotyk zła jako Aileen Mooney
- 2006: Zaklinacz dusz jako Riley
- 2006, 2007: Moda na sukces jako Jennifer Tartaro
- 2006: Krok od domu jako Lizette Carter
- 2011-: Żar młodości jako Yolanda „Harmony” Hamilton

## Nagrody
- Nagroda Emmy 1989; 2009; 2011